# Andrew Whitworth
Andrew James Whitworth (12 de diciembre de 1981) es un exjugador profesional estadounidense de fútbol americano que jugó en la posición de offensive tackle con los Cincinnati Bengals y Los Angeles Rams de la National Football League (NFL).

## Biografía
Whitworth asistió a la preparatoria West Monroe High School, donde practicó fútbol americano con el entrenador Don Shows y ganó varios campeonatos distritales.
Posteriormente, asistió a la Universidad Estatal de Luisiana donde jugó con los LSU Tigers desde 2002 a 2005, ya que no fue incluido en el equipo en el 2001. Fue nombrado al equipo All-SEC en sus últimos dos años, y sus 52 juegos iniciados son la segunda mejor marca en la historia de la División I de la NCAA, detrás de Derrick Strait de los Oklahoma Sooners (53 juegos entre 2000-2003).

## Carrera

### Cincinnati Bengals

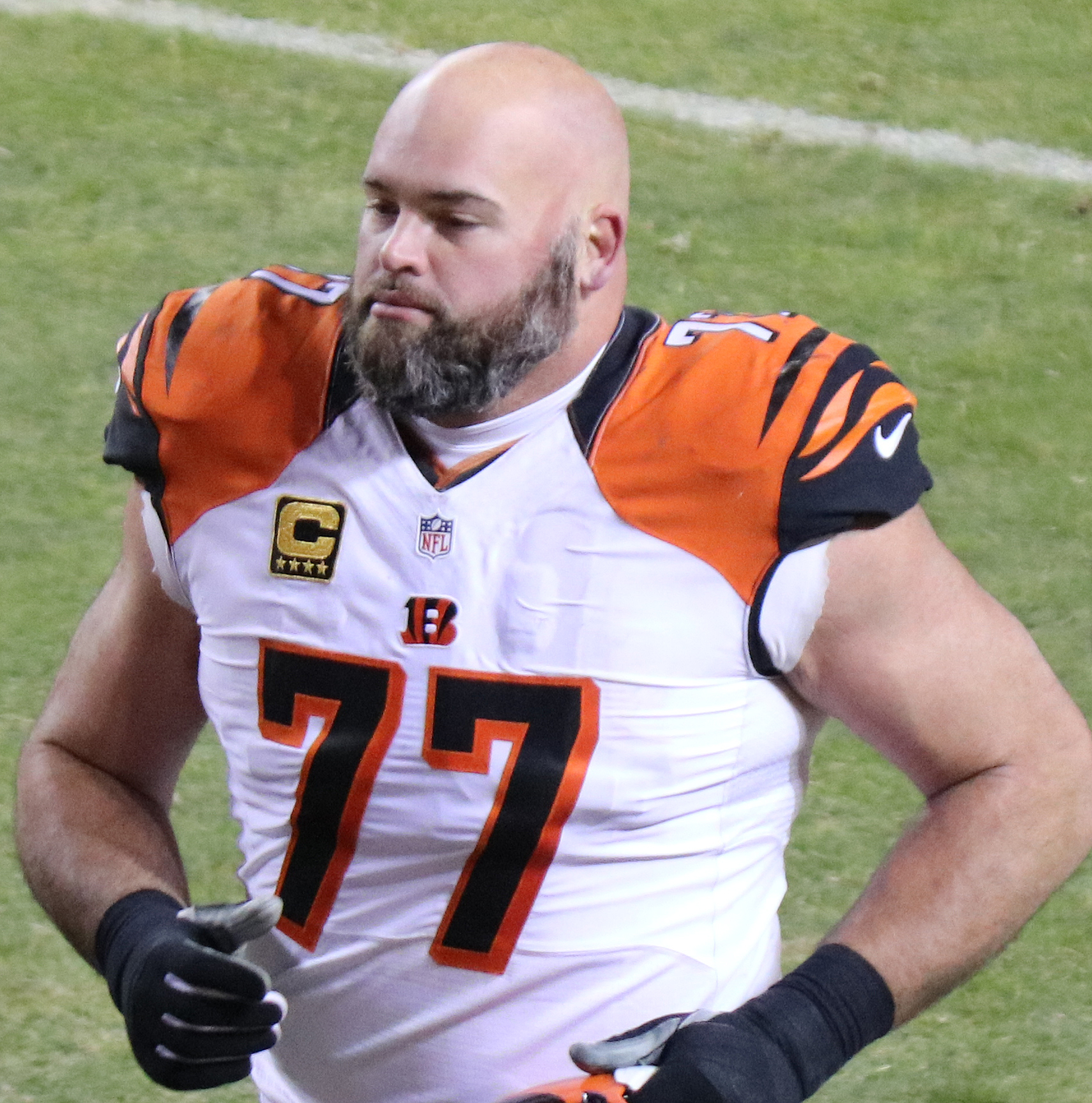
Whitworth con los Bengals en 2015.

Whitworth fue seleccionado por los Cincinnati Bengals en la segunda ronda (puesto 55) del draft de 2006. Hizo su debut en la NFL en equipos especiales el 10 de septiembre en Kansas City. Comenzó como guardia izquierdo en su segundo juego, el 17 de septiembre contra los Cleveland Browns, como parte de un cambio de línea que vio al guardia izquierdo Eric Steinbach reemplazar al lesionado Levi Jones como tackle izquierdo. Whitworth ayudó a los Bengals a acumular 481 yardas contra los Browns, incluyendo 145 yardas por tierra de Rudi Johnson. Estuvo en la alineación titular por el resto de la temporada, en parte debido a la cantidad de lesiones que agotaron la línea ofensiva de los Bengals. El 12 de noviembre contra los San Diego Chargers, ayudó a que la ofensiva produjera un total de 545 yardas, incluyendo 440 yardas como marca personal para el mariscal de campo Carson Palmer. También tuvo un bloqueo clave en la carrera de touchdown de siete yardas de Rudi Johnson en el primer cuarto.
El 25 de julio de 2008, Whitworth aceptó una extensión de contrato por cuatro años y $30 millones que lo mantendría en Cincinnati hasta 2013.
En 2009, el entrenador en jefe Marvin Lewis decidió cambiar a Whitworth de guardia a tackle izquierdo y tuvo un impacto inmediato. Inició los 16 juegos de la temporada, permitiendo apenas cinco capturas y ayudando al corredor Cedric Benson a tener un año decisivo corriendo para 1,251 yardas. El 12 de diciembre de 2010, Whitworth atrapó un pase de touchdown de una yarda de Carson Palmer contra los Pittsburgh Steelers. Fue la primera anotación de su carrera, y fue el primer liniero ofensivo de los Bengals en atrapar un pase de touchdown desde 1995.
En enero de 2013, por primera vez en su carrera, fue nombrado tackle izquierdo en el equipo Pro Bowl de la Conferencia Americana (AFC), en reemplazo de Ryan Clady.
Durante la temporada 2014, Whitworth no cedió capturas y solo permitió un golpe al mariscal de campo Andy Dalton. Debido a su éxito, muchos expertos afirmaron que fue dejado fuera del Pro Bowl injustamente, pero fue reconocido al ser nombrado al segundo equipo All-Pro.
Whitworth firmó una extensión de contrato de un año con los Bengals el 26 de septiembre de 2015. Al final de la temporada regular, fue convocado a su segundo Pro Bowl y fue nombrado al primer equipo All-Pro.

### Los Angeles Rams
El 9 de marzo de 2017, Whitworth firmó un contrato de tres años con Los Angeles Rams. En su primera temporada con el equipo, fue convocado a su cuarto Pro Bowl, tercero de manera consecutiva, en reemplazo del lesionado Trent Williams de los Washington Redskins. También fue nombrado al primer equipo All-Pro por segunda vez en su carrera.
En 2018, Whitworth ayudó a los Rams a alcanzar el Super Bowl LIII después de que derrotaran a los Dallas Cowboys en la Ronda Divisional y a los New Orleans Saints en el Juego de Campeonato de la Conferencia Nacional (NFC). Sin embargo, los Rams perdieron ante los New England Patriots en el Super Bowl.
El 18 de marzo de 2020, Whitworth firmó un contrato por tres años con los Rams. Solo jugó nueve encuentros en la temporada regular de 2020, debido a una lesión en la rodilla.
En 2021, Whitworth jugó en 15 encuentros como titular y recibió el Premio Walter Payton al Hombre del Año de la NFL en la 11.ª edición anual de los premios de la NFL. Ganó su primer Super Bowl después de que los Rams derrotaran a su antiguo equipo, los Cincinnati Bengals, por 23-20 el 13 de febrero de 2022 en el Super Bowl LVI.
El 15 de marzo de 2022, Whitworth anunció su retiro luego de 16 temporadas en la liga.